# ロジバン
ロジバン ( lojban [ˈloʒban] ( 音声ファイル) ) は、ログランを元に、さらなる機能性を追求して LLG が開発を引率してきた人工言語である。1987年に公表され、1997年に文法が暫定的に完成、2002年から実用段階に入った。主にインターネットを中心とする国際的な研鑽が進んでいる。

## 特徴
ログランから継承したものも含め、ロジバンは以下の性格を有する。
- 言語表現の論理的な構造を正確に（そしてしばしば簡潔に）記述するために開発されてきた述語論理を文法の基盤としている。そのため、自然言語では表現が困難であるような複雑な構造をごく明晰に記述できる一方で、文芸的理由から敢えて多義的な表現を織ることもでき、自然言語と同様、話者の自在に任せた表現が可能である。『In the Land of Invented Languages』の著者でありエスペラントやクリンゴン語に精通している Arika Okrent はニューヨーク・タイムズとのインタビューにおいて、「最も完成された文法を持つ人工言語はおそらくロジバンである」[1] と評価している。

- ロジバンの表記法や統語法はいかなる不規則性もきたさないように設計されているため、コンピュータによる解析や人による読解が容易である。実際、1997年時点でロジバンの公式の文法は Yacc 文法で書かれており、2015年現在では PEG で書かれた文法もある。そのため、ロジバンの構文解析器は非常に実装しやすく（その容易性の観点からみれば、ロジバンは自然言語よりもプログラミング言語に近い[2]）、いくつかの構文解析器はロジバンの学習過程において広く使われている。このことから、日常会話としての言語だけでなく、プログラミング言語としての可能性も秘めている[3][4][5][6][7][8][9]。

- 命題の論理的形成とは別に、感情や態度を簡単に表すための語群が備わっており、これらを組み合わせて複雑な心情を表すこともできる。円城塔は「論理性の高さと感情表現の豊かさは相反しないことに注意。ロジバンは感情表現用の語彙を備えている。」[10]と述べている。

- 約1200あまり（2014年時点）という語根の数から、約144万語以上の合成語の創出が可能であるとされている。形態素（合成語の各成分）は非曖昧に特定の語根に対応するので、同音異義語ができないようになっている。さらに、ロジバンの形態素は、合成語の形態素解析の結果が必ず１通りになるよう設計されているため、合成語の意味が把握しやすくなっている。また、語根と合成語、すなわちロジバン本来の単語は、外来の固有名称と明確に区別できるので、人名と語彙が重なるといったこともない。

- 当初の開発者および現在の話者たちに一貫して、自己の文化的な背景に流れず努めて中立を保つことが志されている。その現れの一つとして、従来の人工言語にはみられないほどに広範な語派を源泉に語根を創出したことが挙げられる（具体的には、作成当時の話者数の最も多かった、中国語、スペイン語、英語、ヒンディー語、ロシア語、アラビア語から採取した単語を特定のアルゴリズムによって融合して創られた）。もう一つの事例として、文化関連の語根を廃止し、借用語を代わりに使おうという動き[11]があり、実際、ISO 3166 や ISO 639 のコードを用いた文化関連の借用語がつくられ[12]、多くのロジバン話者から支持されている。

- 表記文字は公式には指定されておらず、音字一致の原理を維持できるかぎりでどの表記体系も認められる。2015年現在では、活動の中心の場がインターネットということもあり、各国のどのコンピュータ・キーボードからでも即座に入力できるアスキー式が主流となっている。しかしながら、ASCII以外の表記体系が排除されているわけではなく、音声的に合理的であったり、視覚的に美しかったりする様々なオリジナルの表記体系も生まれている。

- 単数・複数、男性・女性、能動・受動といった文化特有的な識別に言葉の形が影響されない設計になっている。すなわち、それらの要素についての表現を強制しないようになっており、数や能動関係の明示・非明示はもっぱら話者の意志に委ねられる。特に、男性形を基本として女性形が派生されるという、自然言語や他の人工言語に広くみられる文法的性の非対称性が、ロジバンには見られない。先立つログランの目的がそもそもサピア・ウォーフの仮説の如何を研究するための言語的基礎を用意することであり、ロジバンはそれに対する肯定的な姿勢を継承している。既存の伝統・慣習や、自然言語の枠組みから離れて物事を理解し語ることの意義を、ロジバンを通して実感できうる。[独自研究?]

## 文法
以下では、ロジバンの文法についてごく簡潔に解説する。そのため、初学者の学習テキストとしては適していないおそれがある。学習する際は、外部リンクの教材を参考にするのが望ましい。

### 概念 と 訳語
ロジバンはその基盤として述語論理を採用しており、自然言語とは基本的な部分で異なっている。そのため、これを体系的に解説・把握する上で一般の言語学用語では間に合わない場合があり、ここでロジバン独自の概念をいくらか導入しておく必要がある。その前に、ロジバン独自の文法用語に対する訳語について簡単に触れておく。
2015年現在、日本語によるロジバン文法の入門書・解説書がいくつか出てきたため、訳語の体制は若干整いつつもある。しかしながら、日本のロジバンコミュニティの全体的な傾向として、ことさら訳語を充てずにロジバン本来の単語を用いているため、完全に確立された訳語体系は未だない。ロジバンの最も主力の文法書である "The Complete Lojban Language" の日本語抄訳においても、ロジバンの用語はカタカナに転写するのみであり、訳をあてていない。この傾向はロジバン研鑽の中心である英語圏でもみられる。以下は、入門書 "Lojban Wave Lessons" の "Foreword" の一節である：
Lastly, I have as far as possible attempted to use the Lojban words for grammatical constructs: sumka'i instead of pro-sumti, sumtcita instead of modal and jufra instead of utterance. This is because I feel the English words are often either arbitrary, in which case they are just more words to learn, or misleading, in which case they are worse than useless. In either case, as long as the words are specific to those who are learning Lojban anyway, there is no reason for them to exist as separate English words.
とはいえ、ロジバンの文法用語のいくつかにおいては、その基盤である形式論理学の用語を充てているものもある。たとえば、bridi、sumti、selbri といった用語はそれぞれ形式論理学の「命題」、「項」、「述語」としばしば訳されている。しかしながら、これらの概念は完全に同一ではないことに注意されたい。
以上の傾向を踏まえて、本記事においても、ロジバンの文法用語を無理に訳さず、オリジナルの単語を用いることにする。それでも、日本語話者の共通理解を準備するものとして、暫定的な日本語訳を提示しておくことは完全に無意義ではないだろう。以下の表では、ロジバン文法に関する、ロジバン由来および英語由来の文法用語にどのような日本語の文法用語が対応しうるかを示してある。
- 形に関するもの（形態論）

|                                                                       | brivla bridi valsi  | 用言 動詞、形容詞、副詞                           | 体言 形容詞性／動詞性普通名詞 | 内容語 |
| gimvla gismu valsi                                                    | 語根                | 語根                                              | 根語                          |        |
| jvovla lujvo valsi                                                    | 合成語、複合語      | 合成語、複合語                                    | 合語                          |        |
| fu'ivla fukpi valsi                                                   | 借用語、外来語      | 借用語、外来語                                    | 借語                          |        |
|                                                                       | ma'ovla cmavo valsi | 用言 名詞性動詞／形容詞、形容動詞、副詞、コピュラ | 体言 形式名詞                 | 機能語 |
| 前置詞、接置詞、接続詞 副詞、助詞、助動詞、関係詞（関係副詞） 格助詞* | ma'ovla cmavo valsi |                                                   |                               | 機能語 |
|                                                                       | cmevla cmene valsi  | 用言 名詞性動詞／形容詞、形容動詞                 | 体言 固有名詞                 | 名称語 |

* ロジバンには文法範疇としての格は存在せず、これに相当する語句の関係は place structure に内部化されている。文中の語順を変えるとき、この内部的な関係を維持するために該当語句に標識を付けることになり、この機能を日本語の格助詞になぞらえることができる。
brivla（ブリヴラ）、ma'ovla（マホヴラ）、そして cmevla（シメヴラ） は、それぞれ異なる形態法則に基づいており、形からはけっして混同されないようになっている。ロジバンの形態論上の三品詞である。多くの他言語と異なり、ロジバンでは品詞型と構文上の働きが独立している。品詞型そのものが構文上の働きを決定しないということである。例えば英語の名詞はその品詞型ゆえに述語となることがないが、 brivla をはじめとするロジバンの三品詞は述語にも主語（のようなもの）にもなる（後続の表を参照）。ただしこれは三品詞が文中においてどっちつかずの曖昧な存在であるということではない。構文上どのような振舞いをするかについては精密な統語論が設けられている。また、言葉の形が文法範疇に応じて変化することはないため、屈折や活用、ディクレンション、格変化などはロジバンにはない。
ma'ovla と cmevla という名称は、それぞれの語源である cmavo と cmene に略される。むしろそちらの方がコミュニティにおける実際の使用率は高い。 なお、valsi は「語」を意味する。 brivla との語呂が合致して品詞関係を把握しやすくなることから、 cmavo と cmene にそれぞれ valsi を付け加えた合成語、 ma'ovla と cmevla を用いることが正規の解説では有意義である。
ma'ovla には多くの下位分類がある。その一つ一つに分類名称（selma'o / セルマホ）が付いている。例えば attitudinal（心態表現に関する語）は UI という類名に属する。これは、代表的な attitudinal である ui という語に由来している。このように各類名はそれに属する象徴的な ma'ovla が元となっている。広義では同じ UI 類でも、たとえば evidential と discursive （ロジバン-日本語辞書ではそれぞれ「認識系」、「談話系」と訳されている）はさらに UI2 と UI3 という具合に狭義化されている。これらの類名は本格的な構文解析やパーサ開発の中で求められた区分であり、普段の会話で重視する必要はない。同類の ma'ovla は同じ文法に従うため、学習の際の参考材料にはなる。例えば UI 類の用法（文法的振る舞い）を習得するということはこれに属する ma'ovla を既知・未知に関わらず全て文法的に正しく使えるようになるということである。以下は ma'ovla の分類をいくらか簡略化した表である：
|            | digit/number | digit/number                       | PA                 | 数詞、時数詞、量化子 | 数量詞 |
| descriptor | descriptor   | LA LE                              | 冠詞               | 冠詞                 |        |
| abstractor | abstractor   | NU                                 | 形式名詞           | 抽象詞               |        |
| pro-sumti  | pro-sumti    | KOhA                               | 代名詞、関係代名詞 | 代項詞               |        |
| pro-bridi  | pro-bridi    | GOhA                               |                    | 代述詞               |        |
|            | attitudinal  | UI                                 |                    | 心態詞               |        |
| emotion    | UI1          | 感動詞、間投詞                     | 感情系             |                      |        |
| evidential | UI2          | 法助動詞                           | 認識系             |                      |        |
| discursive | UI3          | 定義副詞                           | 談話系             |                      |        |
| modifier   | UI4-5        | 感動詞、間投詞                     | 修飾系             |                      |        |
| vocative   | COI          | 間投詞（呼格）                     | 呼応系             |                      |        |
| connective | connective   | A BIhI JOI GA GAhO GI GIhA GUhA JA | 接続詞、論理演算子 | 接続詞               |        |
| operator   | operator     | NAhU NUhA PEhO BIhE FUhA VUhU MAhO | 演算子             | 演算詞               |        |
| tense      | tense        | PU ZA VA ZEhA VEhA VIhA FAhA KI    | 助動詞、時詞       | 間制詞               |        |
| aspect     | aspect       | ZAhO ROI TAhE FEhE                 | 助動詞             | 相制詞               |        |
| modal      | modal        | BAI                                | 助動詞             | 法制詞               |        |

| rafsi | 語幹、形態素 | 語幹 |

rafsi は、全ての gismu および幾つかの cmavo に具わる、語の合成に用いられる形態素である。これのみから合成されるのが lujvo であり、部分的に用いるのが fu'ivla である。 rafsi は単独では働かず、かならず他の文字列と結びついて用いられる。このことから rafsi は形態論・統語論の両面に関して独自の品詞型を呈さない。
- 文に関するもの（統語論）

| li'erpau + cnipau + bridi |

| sumti |

| ma'ovla |

| terbri + selbri + sumtcita |

| brivla                                         |
| ma'ovla + sumti ( ma'ovla + brivla ) + ma'ovla |
| ma'ovla + sumti ( ma'ovla + cmevla ) + ma'ovla |
| ma'ovla + bridi + ma'ovla                      |
| ma'ovla + ma'ovla                              |

| *sumti           |
| ma'ovla          |
| ma'ovla + brivla |
| ma'ovla + cmevla |

| ma'ovla + sumti |

| ma'ovla + sumti |

| ma'ovla + sumti |

* 項としての性質を持つ単位全般を sumti と呼ぶ。 bridi を築くうえで selbri のとる sumti は特に terbri と呼ばれる。 li'erpau と sumtcita でも sumti は用いられうる。
** ロジバンでは時間だけでなく空間も tense の対象となる。よって、日本語の「時制」という限定的な用語を当てはめるのは不適切である。日本語訳としては両者の共通文字である「間」をとって「間制」としたものが最も定着している。これに伴い、相を表す aspect と法を表す modal にも「制」の字を持たせている。
| place structure | 意味フレーム、形成規則 | 項則 |

全ての selbri が有する、構文上の terbri の配列規則を place structure という。項としてどのような terbri を幾つ取り結ぶかは selbri の意味範疇や主題役割により様々である（結合価を参照）。デフォルトでは最大五つだが、必要に応じて拡張できる。項位置 としての諸 terbri の配列は x1 x2 x3 x4 x5 と表す。 gismu 表などでもこの表記が用いられる。
或る事象における能動・受動の関係すなわち態は、該当する selbri の place structure 中に内項と外項の違いとして内部化されている。このため、文面上では主格言語（例：日本語、英語）と能格言語（例：バスク語、チベット語）の相違に拘束されない。主観的な能動性・受動性を強調するための処方としては UI 類 ma'ovla を使うものがある。
| tanru | 用言 複合動詞 | 体言 複合名詞 | 重語 |

幾つかの selbri が連なって意味合が重層化したものを tanru という。構成要素は修飾側（seltau）と被修飾側（tertau）とに分かれ、後者が基本の place structure を提出する。よって統語論上はあくまでも単一の selbri として振舞う。 selbri に該当するものは全て sumti 化することができるので、 tanru もまた sumti 化することができる。なお、 jvovla は tanru を一語化したものと捉えられる。

### 音韻論（概要）
ロジバンでは音声が基盤となって文字が派生する。発音にたいする綴りの忠実さを維持できるかぎりではどの文字体系の使用も認められる。したがって“公式”のアルファベットを持たない。現在の主流（2014年10月現在）はコンピュータの入力規格として普遍的なアスキー式である。言文が一致するということが前提となっているので、書言葉は口言葉と表裏一体であり、音韻論の明確さは表記法の精巧さに反映される。

### 形態論（概要）
ロジバンの言葉は、その姿（音・綴り）から三つの型に分けられる。 brivla ・ ma'ovla ・ cmevla である。これら三つの形態品詞は、それぞれに固有の音声構造すなわち子音（C）と母音（V）の並び方に特徴づけられており、互いに混同されないようになっている。すなわち、ロジバンにおいて或る語が発せられるとき、読み手・聞き手は、その語の意味を知らなくとも品詞は察知できる。これはロジバンに固有の言葉と外から借り入れる言葉とが同音異義語となるのを防ぐうえで有意義である。たとえば「近畿大学」という日本語名称を英語に持ち込むと「Kinki University」となるが、「kinki」の音は「kinky」と重複し、「近畿」本来の意味を知らない英語話者には「Kinky University」すなわち「変態大学」と解されかねない。ロジバンでは借入語をその音形から固有語と区別できるのでこのような問題が起こらない。

### 統語論（概要）
ロジバン文の統語論的利点は、自然言語の構文の曖昧さと比較するところで認識される。たとえば、以下は日本国憲法序文からの日本語文の引用である：
われらは、いずれの国家も、自国のことのみに専念して他国を無視してはならないのであって、政治道徳の法則は、普遍的なものであり、この法則に従うことは、自国の主権を維持し、他国と対等関係に立とうとする各国の責務であると信ずる。
主語「われら」にたいする述語は末尾の「信ずる」だが、その途上にまず「無視してはならない」という別の述語が介在しており、また他の語句や読点による不規則的な区分が交わってきて文の仕組がやや煩雑となっている。そこでは、パーサなどが「われらは～無視してはならない」と「政治道徳の法則は～と信ずる」などの誤った区分に基づいて解析してしまうのを免れるのが困難となっている。これは自然言語の曖昧さである。このような曖昧性を越えて文の真意を推しはかるには一定の抽象化（たとえば「われら」と「無視してはならない」の間にある文法的引力を恣意的に看過しながら文末の「信ずる」を結びとして優先し、これを受け取ったところで前半の節を参照し直す過程）が要されるが、それと引き換えに文成分の合理的な流れが犠牲となる。ロジバンの統語論は、自然言語にみられる文法上のこのような多義性を根本から回避している。また、上記のような長文の記述においては、統語論的一貫性を維持しながら語順を自在に変化させて認知的に易しい表現を模索することができる。曖昧でない構文はまたコンピュータにとっても扱いやすい記述につながり、この形式言語的な性格からロジバンはプログラミング言語の一つとしても使用できるという潜在性を持っている（ロジバン用のコンパイラが現在存在するわけではない）。
ロジバン文の中核をなすのは、事物と事物との関係を表す selbri である。
.i do mamta mi
.i do patfu mi
この二つの表現の差は、{do} と {mi} とがどういう関係にあるのかを表す selbri {mamta} と {patfu} の違いにある。 selbri によって取り結ばれている {do} や {mi} は terbri であり、 selbri と terbri のまとまりが bridi である（つまり {do mamta mi} というまとまりは一つの bridi である）。 selbri は全て、どのような terbri をどのように取り結ぶのかについて公式に定義されている。これを place structure （以下 PS ） という。 mamta と patfu は異なる PS を有する。 PS の違いが命題の違いを成す。或るロジバン文を理解するということは、どの terbri がどの selbri の PS によって取り結ばれているのかを把握することである。取り結ばれ方は非曖昧であり、文法的に正しい bridi の構造の解釈は一通りに決まる。
| \| .i \| \| \| \| \| |
|                      |
| .i                   |
|                      |
|                      |

| \| lo ti mamta cu mamta lo ta mamta \| |
|                                        |
| lo ti mamta cu mamta lo ta mamta       |

{mamta} という言葉が三つ登場しているが、そのうちの一つが主要の selbri である。他の読み方はなされえない。文法的に正しい認識は次のようである：
| \| .i \| \| \| \| \| |
|                      |
| .i                   |
|                      |
|                      |

| \| lo ti mamta \| cu \| mamta \| lo ta mamta \| \| terbri \| \| selbri \| terbri \| \| bridi \| \| \| \| |    |        |             |
| 文 |    |        |             |
| lo ti mamta                                                                                              | cu | mamta  | lo ta mamta |
| terbri                                                                                                   |    | selbri | terbri      |
| bridi |    |        |             |

つまり中央の {mamta} がメインの selbri で、他の {mamta} は terbri の一部であるということ。
西洋言語における文法概念との比較においてしばしば取り上げられる「象は鼻が長い」という日本語の題述構造の文は、ロジバンにおいて次のように忠実に再現される：
| \| .i \| \| \| \| \| |
|                      |
| .i                   |
|                      |
|                      |

| \| lo xanto \| zo'u \| lo nazbi \| cu \| clani \| \| sumti \| \| terbri \| \| selbri \| \| li'erpau \| li'erpau \| bridi \| bridi \| bridi \| |          |          |       |        |
| 文 |          |          |       |        |
| lo xanto | zo'u     | lo nazbi | cu    | clani  |
| sumti |          | terbri   |       | selbri |
| li'erpau | li'erpau | bridi    | bridi | bridi  |

{lo xanto} （象）を話題として {zo'u} が区切り、続いて terbri {lo nazbi} が selbri {clani} と結びつく。 {cu} は terbri と selbri の区切を示す。この区切が無いと、1) {nazbi} は {clani} に流れて {nazbi clani} という一つの selbri をまず形成する、2) これを冠詞 {lo} が取り込んで terbri 化する、3) 結果、この文から selbri が消失する。
（terbri は sumti の一種である。 sumti のうち、 bridi の部品であるものが terbri。 sumti は項として扱えるもの全般を指し、そのうち selbri が取るものを特に指すのが terbri。）
英語の「Elephants have long noses.」は次のように再現される：
| \| .i \| \| \| \| \| |
|                      |
| .i                   |
|                      |
|                      |

| su'o lo xanto | cu | ponse  | lo clani nazbi |
| terbri        |    | selbri | terbri         |

selbri が替わるほか、 terbri が二つになる。
上の二例を折衷するかたちでより一般的なロジバン表現に書き換えると次のようになる：
| \| .i \| \| \| \| \| |
|                      |
| .i                   |
|                      |
|                      |

| lo xanto | cu | nazbi clani |
| terbri   |    | selbri      |

あえて日本語に訳し返せば「象は鼻長である」といった趣に近い。ここでは terbri は {lo xanto} 一つであり、これが selbri {nazbi clani} と結びついている。
命題の生成には関与しないところで感情や態度を表すことができる。これには ma'ovla の一種 cnima'o （心態詞）を用いる。
| \| .i \| \| \| \| \| |
|                      |
| .i                   |
|                      |
|                      |

| \| .ui \| lo pendo \| cu \| klama \| \| \| terbri \| \| selbri \| \| cnipau \| bridi \| bridi \| bridi \| \| \| \| \| \| |          |       |        |
| 文 |          |       |        |
| .ui | lo pendo | cu    | klama  |
| | terbri   |       | selbri |
| cnipau | bridi    | bridi | bridi  |
| |          |       |        |

文の論理性に寄与しないことから cnima'o の文法空間 cnipau は基本的に li'erpau と bridi から独立している。それでも cnima'o が修飾するのはあくまで文の特定の内容物であり、実際の文面ではしばしば基本の垣根を越えて li'erpau や bridi 中に入り込むことになる。ここでは文の開始を意味する {i} に係っているので文全体を修飾している。 {lo pendo cu klama} （友達が来る）という事象全体について {.ui} で嬉しさが表されている。左の語に係るというこの原理は恒常である：
| \| .i \| \| \| \| \| |
|                      |
| .i                   |
|                      |
|                      |

| lo    | lo | .ui | pendo  | cu | klama  |
|       |    |     | terbri |    | selbri |
|       |    |     |        |    |        |
|       |    |     |        |    |        |
|       |    |     |        |    |        |
| bridi |    |     |        |    |        |

冠詞に係っているので冠詞の中身全体を修飾する。
| \| .i \| \| \| \| \| |
|                      |
| .i                   |
|                      |
|                      |

| lo     | pendo  | .ui | cu | klama  |
| terbri | terbri |     |    | selbri |
|        |        |     |    |        |
|        |        |     |    |        |
| bridi  |        |     |    |        |

「友達」の部分だけに係っている。
| \| .i \| \| \| \| \| |
|                      |
| .i                   |
|                      |
|                      |

| lo     | pendo  | ku     | .ui | cu | klama  |
| terbri | terbri | terbri |     |    | selbri |
|        |        |        |     |    |        |
| bridi  |        |        |     |    |        |

terbri の終わりを示す語に係っているので terbri 全体に係る。
| \| .i \| \| \| \| \| |
|                      |
| .i                   |
|                      |
|                      |

| lo pendo | cu | klama  | .ui |
| terbri   |    | selbri |     |
|          |    |        |     |
| bridi    |    |        |     |

前者三例は「友達」にたいする嬉しさの微妙な違いを表し分けている。後者は「来る」という事象についての嬉しさを表している。このように cnima'o の対象範囲は常に明確である。また必要があれば対象範囲は特定の処方によって自由に拡張させられる。
語順は自由に変えることができる。要となる原理は PS である：
| \| .i \| \| \| \| \| |
|                      |
| .i                   |
|                      |
|                      |

| mi | ra | ti | ta | ciska |
| x1 | x2 | x3 | x4 |       |
|    |    |    |    |       |

x1 x2 x3 x4 は selbri {ciska} の PS の変数項である　（このような変数項は結合価として他の自然言語にも存在し、ロジバンはそれを辞書で明文化しているにすぎない）。それぞれに {mi} {ra} {ti} {ta} という terbri が収まっている。「私は・あれを・ここに・あれで、書く」という日本語表現の語順すなわち SOCV をそのまま反映させた形となっている。厳密にはロジバンの selbri は動詞でも形容詞でもなく、また terbri は主語でも目的語でもないので、 S や O や V とのアナロジーはあくまで擬似的なものでしかない。英語の SVOC を模せば次のようになる：
| \| .i \| \| \| \| \| |
|                      |
| .i                   |
|                      |
|                      |

| mi | ciska | ra | ti | ta |
| x1 |       | x2 | x3 | x4 |
|    |       |    |    |    |

selbri の位置を移すだけでなく、 terbri 同士を入れ換えることもできる：
| \| .i \| \| \| \| \| |
|                      |
| .i                   |
|                      |
|                      |

| ra | se ciska | mi | ti | ta |
| x2 |          | x1 | x3 | x4 |
|    |          |    |    |    |

| \| .i \| \| \| \| \| |
|                      |
| .i                   |
|                      |
|                      |

| ta | ve ciska | ra | ti | mi |
| x4 |          | x2 | x3 | x1 |
|    |          |    |    |    |

| \| .i \| \| \| \| \| |
|                      |
| .i                   |
|                      |
|                      |

| fe ra | fi ti | ciska | fa mi | ta |
| x2    | x3    |       | x1    | x4 |
|       |       |       |       |    |

結果として如何なる言語の訳においても本来の語順を正しく反映させることができるようになっている。
先ほどはあった {cu} がこれらの例に無いのは、 {mi} {ra} {ti} {ta} といったものがここではそれぞれ terbri としてしか解釈しえないので selbri との区切を明示する必要がないからである。このように、文成分の境界を示すために用意されている境界子は条件に応じて省略されうる。言い換えれば、解析上の曖昧さが危惧される場合には相応の境界子で対処する。これらによって解決できない構文の曖昧性は実質的に無い。
一般の言語では文の境界を句点や終止符で示す。これは書言葉の産物であり、口言葉における直の対応音声を持たない。たとえば「僕は町に行く。君が僕を待っている。」における二つの句点（。）は音声化されない。文が分かれていることはイントネーションによって漠然と示される。一方、言文の一致に基づくロジバンでは、文の区切を無音の記号ではなく有音の言葉で表す：
| \| .i \| \| \| \| \| |
|                      |
| .i                   |
|                      |
|                      |

| mi | lo tcadu | cu klama |  |  |
|    |          |          |  |  |
|    |          |          |  |  |

| \| .i \| \| \| \| \| |
|                      |
| .i                   |
|                      |
|                      |

| do | tu'a mi | denpa |  |  |
|    |         |       |  |  |
|    |         |       |  |  |

{i} に付いている点は音韻論上のものであり、これ自体が文の区切を示しているわけではないことにまず注意されたい。
文の接続を意味するものなので、文の間だけに置く。英語の終止符などと違い、文が続かない場合には必要とされない。このことから、「以上／完」よりも「そして」という語感を帯びやすいが、もっぱら論理的な「そして／AND」や時間的な「そして／THEN」を表す言葉は別に用意されている。
文の繋がりに論理性や時間性などを含める処方としてまず相応の言葉をそのまま {i} と組み合わせるものがある：
| \| .i \| \| \| \| \| |
|                      |
| .i                   |
|                      |
|                      |

| mi | lo tcadu | cu klama |  |  |
|    |          |          |  |  |
|    |          |          |  |  |

| \| .imu'ibo \| \| \| \| \| |
|                            |
| .imu'ibo                   |
|                            |
|                            |

| do | tu'a mi | denpa |  |  |
|    |         |       |  |  |
|    |         |       |  |  |

| \| .iju \| \| \| \| \| |
|                        |
| .iju                   |
|                        |
|                        |

| lo nu go'e | cu | mutce nandu |  |  |
|            |    |             |  |  |
|            |    |             |  |  |

左項右項とある接続部のうちの一つを出したあとに接続を開始することからこの例は後置接続（afterthought connective）と呼ばれる。
両接続部よりもまず先に接続の言葉を出しておくという用法もある：
| \| .i \| \| \| \| \| |
|                      |
| .i                   |
|                      |
|                      |

| \| gu semu'igi \| \| \| \| \| |
|                               |
| gu semu'igi                   |
|                               |
|                               |

| mi | lo tcadu | cu klama |  |  |
|    |          |          |  |  |
|    |          |          |  |  |

| \| gi \| \| \| \| \| |
|                      |
| gi                   |
|                      |
|                      |

| do | tu'a mi | denpa |  |  |
|    |         |       |  |  |
|    |         |       |  |  |

| \| gi \| \| \| \| \| |
|                      |
| gi                   |
|                      |
|                      |

| lo nu go'e | cu | mutce nandu |  |  |
|            |    |             |  |  |
|            |    |             |  |  |

これは前置接続（forethought connective）と呼ばれる。 {i} が併用されていないが、接続されているものは文である。

## 考察

### ロジバン文法と述語論理との対応
ロジバンは述語論理を文法の基盤としている。上述の通り、ロジバン文法には自然言語の文法用語では間に合わない用語が多いものの、そのいくつかは述語論理の用語を借用することで比較的適切に解説できる。そのため、ロジバンの初学者向けの講座（英語・日本語にかかわらず）では、述語論理から借用した用語をロジバン独自の文法用語に一時的に充てていることが多い。しかし、ロジバンは述語論理を文法基盤としているだけであって、ロジバン自体が述語論理であるわけではない。そのため、安易にロジバン独自の文法用語と述語論理の用語を対応付けしないように注意は必要であるが、この対応を考えることによって得られる理解は少なくない。以下では、述語論理の知識を用いて、半ば比喩的にロジバン文法について簡単に見ていく。
　述語論理では、命題は述語と項の2つの要素からなっている。述語はふつう、いくつの項をとるかが決まっており、態などの細かなニュアンスを無視すれば、その意味（つまり、その述語が項たちをどのように取り結ぶのか）は穴の空いた（つまり、自由変項を伴う）文で定義できる：
- N(x1) = 「x1 は男である。」
- P(x1, x2) = 「x1 は x2 を愛する。」

ロジバンの呼ぶ place structure を最も短絡的に捉えれば、それはこの穴あき文のことと言える。すなわち、ロジバンでは各述語（になれる語）に穴あき文が１つ対応していると考えられる。
　さて、ある2つの項をとる述語をF、定項をa, b とすると、
F(a, b)
は命題となる。ロジバンの文法の基本的な部分は、述語論理のこの記述形式を自然言語ライクに書き換えたものとして捉えることができる。述語の取る項の順序を保持したまま並べ、その項の列のどこかに述語に相当する語を挟み込むことで命題（に相当する構造）となるようにする。上の例では、
- a b F
- a F b

のように記述できる。このことから、ロジバン文法の用語と述語論理の用語に次のような対応関係がみなされることが多い：
| bridi  | 命題（文） |
| selbri | 述語       |
| sumti  | 項         |

以下では、ロジバン文法の諸要素の一部を比喩的に見ていく。
ロジバンには項の位置を明示するタグ（FA類）が用意されており、これを項の頭につけることで、項を place structure の順序則に縛られずに自由に並べることができる：
- fa a fe b F
- fe b F fa a
- F fe b fa a
- fe b fa a F

SE類は、述語の前につけることで、項の位置を入れ替えることができる。
- F(x, y) = se F(y,x)
- G(x, y, z) = te G(z, y, x)

冠詞 lo や le とその終止詞 ku は、述語を囲むことで、その述語の x1 に当てはまるようなものを指示する項を形成する。
- lo N ku ≒ 「x は男である」の x に当てはまるようなもの ＝ 男 [lo nanmu ku]
- le P ku ≒ 話者が特定している、「x は y を愛する」の x に当てはまるようなもの ＝ あの（誰か／何かを）愛する人 [le prami ku]

述語によって、述語を修飾することができる。これによって形成される複合的な述語を tanru と呼ぶ。
- 赤い(x) = 「x は赤い」[xunre]
- 男(x) = 「x は男だ」[nanmu]
- 赤い 男(x) = 「x は赤と何らかの関係がある男だ」[xunre nanmu]

時制・相表現の最も基本的な手段は、述語の前に相応の機能語をつける方法である。ロジバンにおいて時制表現、相表現は完全にオプショナルであり、話者の自在に尽くす（たとえば、話している内容の時制が明らかならばわざわざ付ける必要はない）。
- P(トム, ミク)=「トムはミクを愛する」[la .tom. ku prami la .mik. ku]
- pu P(トム, ミク) =「トムはミクを愛した」[la .tom. ku pu prami la .mik. ku]
- ba P(トム, ミク) =「トムはミクを愛するだろう」[la .tom. ku ba prami la .mik. ku]
- co'a P(トム, ミク) =「トムはミクを愛しはじめた」[la .tom. ku co'a prami la .mik. ku]

### 比較： ログラン
ロジバンは、先立つジェームズ・クック・ブラウンが開発したログランから派生した。両者の主な違いは語彙にある。ブラウンがログランの文法を幾度となく改変していたところ、一部の者達がこれを見限り、ログランの総括を独自に進めようとした。そのおり、元来の語彙について草案者であるブラウン自身が著作権を主張したので、分裂派は語根をゼロから創りなおすことにした。これが現在のロジバンの gismu の発端である。係争は法廷にてブラウンの主張が却下されるという結果になるが、その時点で gismu 開発が一通り実を結んでいたので、分裂派はこれを自分達のログラン解釈あらためロジバンの正規の語根とするにいたった（LLG もここに結成される）。LLG 自身はこれをログランからの決別とは捉えておらず、むしろログランの真価を発揮させるためのプロジェクトとしてみている。「Lojban: A realization of Loglan」という標語からもその姿勢が明らかである。
この新しい語根群、gismu は、ログランと同様、異なる自然言語から採取された言葉を融合することで作られた。ロジバンではさらに各言語の話者数を“重み”としてアルゴリズムに加えており、このことがログランとロジバンの語音の差異に大きく影響した。たとえば「標準・規範」を意味するログラン語は「norma」だが、ロジバンでは英語など他の源泉語にたいする中国語の比重が大きいため「常／cháng」の構成音が有力となり「cnano」が生まれた。また、ログランの各文法概念には英語・ラテン語・ギリシャ語などの自然言語の言葉が当てられていたのにたいし、ロジバンでは独自に内部由来の用語が編み出された。例： primitives／gismu、lexeme／selma'o、little words／cmavo、metaphor／tanru、borrowing／fu'ivla 。
ログランとロジバンは同じ文法思想を汲んでいる。具体的な違いとしては、ロジバンの設計が yacc に沿っていること、プリプロセッサの記法を取り入れていること、などが挙げられる。また、ログランにおける q と w はそれぞれ k と u- の同音異字としてロジバンでは削除された。形態論上の認識のしやすさから h は ' （アポストロフィー）に置き換えられた。ロジバンの音素配列体系がログランのそれよりも厳密に設計されていることにも注目されたい。
ちなみにログラン由来の仲間として、もっぱら中国語に影響を受けた Ceqli や Gua/spi、Visual Basic や速記法にヒントを得た Lojsk などがある。

### 比較： エスペラント
エスペラントとロジバンはともに人工言語というカテゴリに属するが、前者は国際補助語であり、後者は工学言語という点で、微妙にその立ち位置は異なっている。ここでは、人工言語の一代表としてエスペラントを取り上げ、その比較を行うことにする。また、以下に挙げるロジバンとの差異は、エスペラントとの比較によってのみ生じるものというよりは、自然言語との比較によってもよくみられるであろうものが多い。
ロジバンとエスペラントの正書法はいずれも、ASCII文字だけで表現する方式を持つ。また、エスペラントアルファベットはUnicodeに収録されている。
| エスペラント | a b c ĉ d e f g ĝ h ĥ i j ĵ k l m n o p r s ŝ t u ŭ v z |
| ロジバン     | a b c d e f g i j k l m n o p r s t u v x y z           |

エスペラントもロジバンも文字と音声が一致している。原則として一文字一音のエスペラントの ĉ の音は国際音声記号において [t] と [ʃ] の合わさった [ʧ] だが、この音はロジバンで t と c の合わさった tc と表される。同様に ĝ もロジバンでは dj となる。したがって、表記法においてロジバンはエスペラントよりも国際音声記号に忠実であるといえる。
エスペラントの語根の大半がラテン語をはじめとするヨーロッパ言語のものからの借用であるのにたいし、ロジバンの語根はより多様な語派を源泉としてその各言語の話者にとって公平な、馴染みのない音声配列となるように特別なアルゴリズムでコンピュータ処理したものを採用する：
|              | 腹     | |
| エスペラント | ventr' | ラテン語「venter」、フランス語「ventre」、イタリア語「ventre」、スペイン語「vientre」、ポルトガル語「ventre」                       |
| ロジバン     | betfu  | 中国語「腹／fù」＋英語「belly」＋ヒンディー語「पेट／peta」＋スペイン語「vientre」＋ロシア語「живот／jivot」＋アラビア語「بطن／batn」 |

|              | 南    | |
| エスペラント | sud'  | フランス語「sud」、イタリア語「sud」、ルーマニア語「sud」、ドイツ語「Süden」                                                      |
| ロジバン     | snanu | 中国語「南／nán」＋英語「south」＋ヒンディー語「दक्षिण／dakcin」＋スペイン語「sur」＋ロシア語「юг／iuk」＋アラビア語「جنوب／janub」 |

エスペラントもロジバンも膠着による造語が発達している。しかし、エスペラントでは膠着よりも他言語からの語根の取り込みが好まれる傾向がある。例えば『エスペラントの基礎』の『普遍的辞書』には「花束」のために個別の語根がフランス語の「bouquet」から取り込まれた「buked'」が載っている。ロジバンには「花束」のための語根は無く、代わりに「xrula｜花」と「bakfu｜束」からの合成「rulbakfu」で表される。このような傾向から語根の全体数はロジバン（約1,300語）よりもエスペラント（約15,000～20,000語）のほうが遥かに多くなっている（ただし、辞書に載っている語根の数と実際に使われる語根の数が相関するとは限らない）。
述語の成分をエスペラントは動詞・形容詞・副詞に分けるがロジバンは分けない：
|              | 速い           | 走る   | 速く走る       | 走りが速い           |
| エスペラント | est-as rapid-a | kur-as | rapid-e kur-as | est-as kur-e rapid-a |
| ロジバン     | sutra          | bajra  | sutra bajra    | bajra sutra          |

項の成分をエスペラントは名詞・形容詞・副詞に分けるがロジバンは分けない：
|              | 美しく白い赤           | 美しく赤い白           | 白味が美しい赤         |
| エスペラント | la bel-e blank-a ruĝ-o | la bel-e ruĝ-a blank-o | la blank-e bel-a ruĝ-o |
| ロジバン     | lo melbi blabi xunre   | lo melbi xunre blabi   | lo blabi melbi xunre   |

屈折（文法範疇に応じた語形変化）をエスペラントはするがロジバンはしない：
|              | 或る速く走る車                    | 幾つかの速く走る車                   |
| エスペラント | kelka rapide kuranta aŭto（単数） | kelkaj rapide kurantaj aŭtoj（複数） |
| ロジバン     | lo sutra bajra marce              | su'o lo sutra bajra marce            |

|              | 食              | 食べる            | 食べている                     | 食べた            | 食べるということ | 食べたということ |
| エスペラント | manĝ'（語根形） | manĝ-as（現在形） | estas manĝ-ant-a（現在進行形） | manĝ-is（過去形） | manĝ-i（不定形） | ke manĝ-is       |
| ロジバン     | citka           | ca citka          | ca ca'o citka                  | pu citka          | nu citka         | nu pu citka      |

|              | その大きな子供が叩く            | その小さな子供を叩く                 |
| エスペラント | la granda infano frapas（主格） | frapas la malgrandan infanon（対格） |
| ロジバン     | le barda verba cu darxi         | darxi le cmalu verba                 |

数や時間や動作関係を表す要素がこのようにエスペラントでは語根や接辞に組み込まれているのにたいして、ロジバンでは機能語として個別化している。このことに追随して、時制や相の組み合わせはエスペラントよりもロジバンのほうが簡潔で自由である：
| エスペラント | manĝ-ant-［非文法的］ | manĝ-as kaj manĝ-os | manĝ-is --> est-is manĝ-int-a |
| ロジバン     | ca'o citka            | ca ba citka         | pu citka --> pu pu citka      |

エスペラントでは単数代名詞が男女に分かれ（複数代名詞は中性のみ）、また、無標識で男性とされる単語に、女性専用の接尾辞 -ino をつけて女性形を造り、男女両方の性を含む複数形もまた専用の接頭辞 ge- をつけて中性形をつくるが、ロジバンはジェンダーニュートラルな単数代名詞を持ち（もっとも近年ではエスペラントにおいてもジェンダーニュートラルな単数代名詞 ri の使用が広まりつつある）、男性名詞と女性名詞、及び男女両方を含む複数形の間に派生関係はない：
|              | 彼（かの男）  | 彼女（かの女）   | 彼ら（かの男たち） | 彼ら（かの女たち）  | 彼ら（かの男女）    |
| エスペラント | li (la vir-o) | ŝi (la vir-in-o) | ili (la vir-o-j)   | ili (la vir-in-o-j) | ili (la ge-vir-o-j) |
| ロジバン     | ra (le nanmu) | ra (le ninmu)    |                    |                     |                     |

同音異義語が、形態論の曖昧さが形態素解析の多義化をもたらすエスペラントには存在するが、合成語の形態素がけっして重複しないロジバンには存在しえない：
|              |            | 少女     | 汚い亜麻 |
| エスペラント | filino --> | fil-in-o | fi-lin-o |

|              |              | 交替する  | クシャミを吹きかける |
| エスペラント | alternas --> | altern-as | al-tern-as           |

|              |             | ラベンダーの | 要洗浄の  |
| エスペラント | lavenda --> | lavend-a     | lav-end-a |

パーサによる解析処理が、構文の曖昧なエスペラントではときに困難であるのに対し、yacc等で文法を記述でき構文の明確性が保証されているロジバンでは容易である：
|              |                             | 在る、[ 速い電車 ] は       | [ 速い ]、電車は        |
| エスペラント | estas rapida trajno -->     | estas [ rapida trajno ]     | [ estas rapida ] trajno |
| ロジバン     | sutra fa lo trene -->       |                             | [ sutra ] fa lo trene   |
| ロジバン     | zasti fa lo sutra trene --> | zasti fa lo [ sutra trene ] |                         |

|              |                                            | 赤い [ 家 ] と車と空                       | 赤い [ 家と車 ] と空                    | 赤い [ 家と車と空 ]                  |
| エスペラント | ruĝa domo kaj aŭto kaj ĉielo -->           | ruĝa [ domo ] kaj aŭto kaj ĉielo           |                                         |                                      |
| エスペラント | ruĝaj domo kaj aŭto kaj ĉielo -->          |                                            | ruĝaj [ domo kaj aŭto ] kaj ĉielo       | ruĝaj [ domo kaj aŭto kaj ĉielo ]    |
| ロジバン     | lo xunre zdani je marce je tsani -->       |                                            |                                         | lo xunre [ zdani je marce je tsani ] |
| ロジバン     | lo xunre zdani je marce je lo tsani -->    |                                            | lo xunre [ zdani je marce ] je lo tsani |                                      |
| ロジバン     | lo xunre zdani je lo marce je lo tsani --> | lo xunre [ zdani ] je lo marce je lo tsani |                                         |                                      |

|              |                                          | 私の友達である [ ジャン ] の弟（ジャンが友達） | 私の友達であるジャンの [ 弟 ]（弟が友達） |
| エスペラント | la frato de Ĵan, kiu estas mia amiko --> | la frato de [ Ĵan ], kiu estas mia amiko       | [ la frato ] de Ĵan, kiu estas mia amiko  |
| ロジバン     | lo bruna be la jan noi pendo mi -->      | lo bruna be [ la jan ] noi pendo mi (be'o)     |                                           |
| ロジバン     | lo bruna be la jan be'o noi pendo mi --> |                                                | [ lo bruna ] be la jan be'o noi pendo mi  |

### 比較： 日本語
三上章の研究によると、日本語は述語が中心となって主語・目的語・補語をまとめる題目述部の構造にあるという。名詞はそれぞれ格助詞を有するが、英語ほどに能動・受動の関係は強くはない。これは、文法的に対等な terbri を selbri が束ねるというロジバンの構造とよく似ている。「象は私が餌をやります」の「象は」（もちろん、正確には「象には」の意）といった話題もロジバンでは忠実に表現できる。
日本語では単数と複数の区別が必須ではない。この「通数」の原理がロジバンにもある。「lo lorxu cu zvati」は「キツネがいる」と同様、「There are some foxes」とも「There is a fox」ともなる。あえて複数を明示する「キツネたちがいる」は「loi lorxu cu zvati」（群）や「lo'i lorxu cu zvati」（集合）に対応する。男性・女性による語形変化も両者には無い。
屈折／語形変化とは無縁のロジバンの内容語（brivla）は漢語に通ずるものがある。仮に内容語を漢字に置き換えても構文上の問題が無い。そしてこのとき機能語（ma'ovla）は日本語における平仮名助詞に広く相当する。以下は『不思議の国のアリス』のロジバン訳からの抜粋で内容語を漢字に置き換えたものである：
i me la 白 兎 noi 遅 走 戻 gi'e 悩 ke 周 視 ca le nu 来 kei tai le nu ry da pu 失
複合語にも共通点がみられる。「共同」と「制作」といった語を屈折なしに連ねた「共同制作」は、「kansa」と「zbasu」をそのまま連ねてできる「kansa zbasu」と原理が同じである。そして「共同制作」の構成字から「共作」とできるところは、「kansa zbasu」の形態要素から「kanzba」とできることによく似ている。
またロジバンでは俳句を作ることができる。以下はアルゼンチン出身のロジバニスト Jorge Llambías による作品からである：
vifne cergusni (5)
i le tricu cu klaku (7)
le clani ctino (5)

### 応用： 文学・科学
文芸活動におけるロジバンのメリットが期待されている。意思や現象を明晰に記述したり或いは必要に応じて漠然と多義的に表現したり、またその成果を建設的に模索・推敲するうえで、ロジバンの機能性が大きな役割を持っているからだ。科学の諸分野における数理的記述にも広く使用できることが提唱されている。基本単語のレベルでロジバンは諸々の数学・幾何学的概念の記述に要される言葉を多く備えている。

### 応用： 自然言語処理
人工知能は自然言語をどのように処理すればいいのか。その研究において、自然言語の文法の非一貫性や表現の事故的な多義性はしばしば混迷をきたすものである。この問題を解決する直接の手掛かりとしてロジバンのような言語が研究者達の間で着目されている。自然言語の文はロジバンに訳される際、前者由来の制約を抜け、意図されていない意味と意図されている意味とが淘汰されながら再構築される。これは、原文が有する多義性の全てを無差別に駆逐するということではなく、あくまで話し手・書き手が求めたとおりの意味合を自然言語の“靄”から掬い出して復刻させるということである（文芸上の理由で表現の曖昧さが初めから意図されているものであればこれはそのとおりに再現される）。ここに、“靄”を扱えない人工知能と“靄”に包まった自然言語という両者の間の仲介としてのロジバンの姿がある。

## ロゴ
LLGのメンバーによる投票でロジバンのロゴが採択されている。直交座標系とベン図を元にしたものである。色の指定はない。

配色例

このロゴが意味するところについて公式の説明はない。解釈の一つとして、ベン図が述語論理を、直行座標系が合理性を象徴している、というものがある。
他にも次のようなものがコミュニティでは使われている：

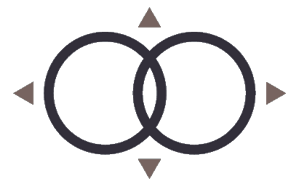
Jeff Tupper 作
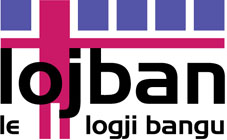
Eppcott 作